# Liste der Baudenkmäler in Bayrischzell

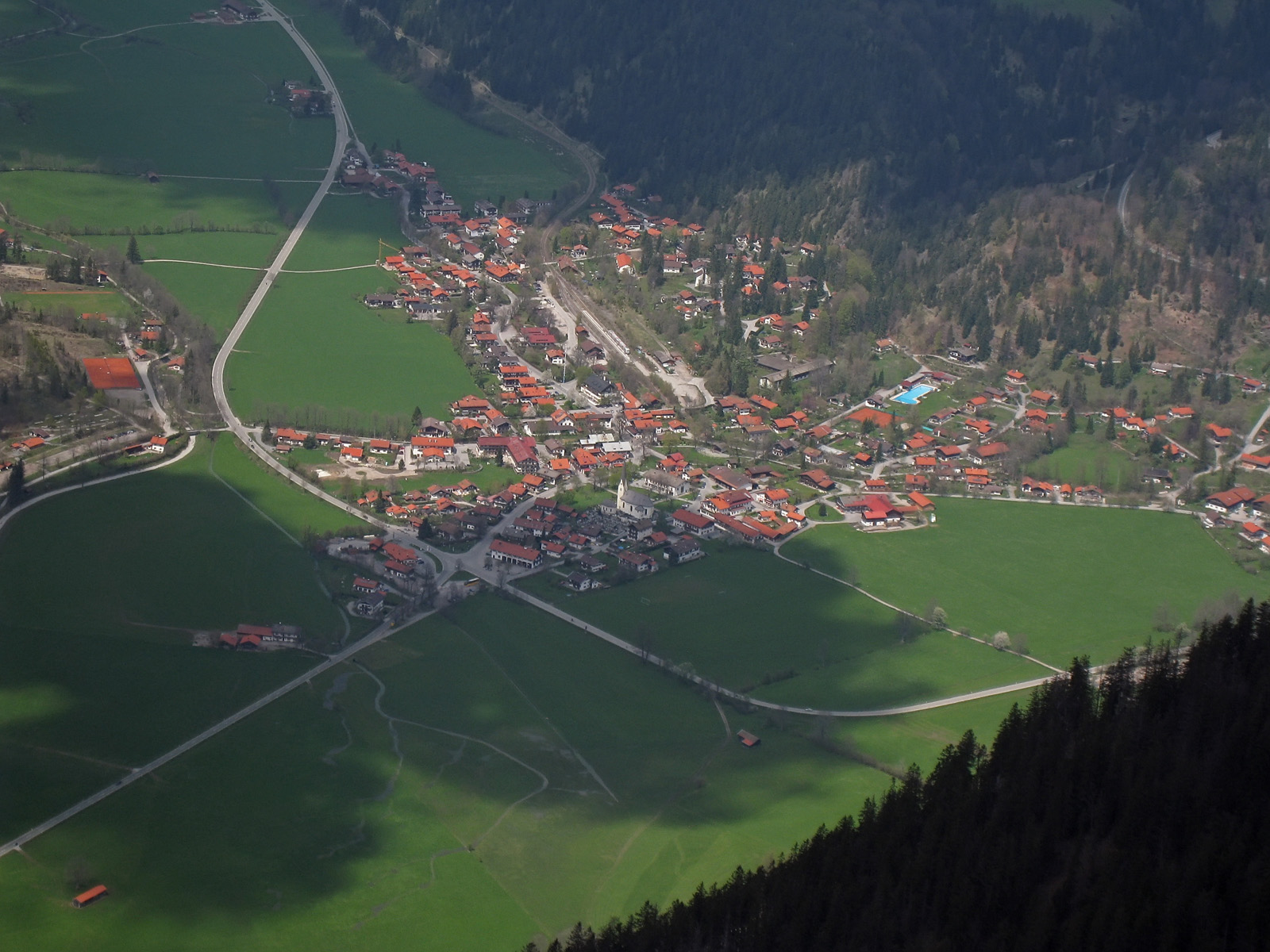
Blick auf Bayrischzell

Auf dieser Seite sind die Baudenkmäler in der oberbayerischen Gemeinde Bayrischzell zusammengestellt. Diese Tabelle ist eine Teilliste der Liste der Baudenkmäler in Bayern. Grundlage ist die Bayerische Denkmalliste, die auf Basis des Bayerischen Denkmalschutzgesetzes vom 1. Oktober 1973 erstmals erstellt wurde und seither durch das Bayerische Landesamt für Denkmalpflege geführt wird. Die folgenden Angaben ersetzen nicht die rechtsverbindliche Auskunft der Denkmalschutzbehörde.

## Baudenkmäler nach Ortsteilen

### Bayrischzell
| Lage                                                                 | Objekt                                      | Beschreibung | Akten-Nr.              | Bild                                       |
| -------------------------------------------------------------------- | ------------------------------------------- | --- | ---------------------- | ------------------------------------------ |
| Alpenstraße (B 307), zwischen Bayrischzell und Osterhofen (Standort) | Hofkapelle, sogenannte Mainwolfkapelle      | Kleiner offener Satteldachbau, wohl zweite Hälfte des 18. Jahrhunderts | D-1-82-112-4 Wikidata  | Hofkapelle, sogenannte Mainwolfkapelle     |
| Bahnhofstraße 6 (Standort)                                           | Empfangsgebäude des Bahnhofs Bayrischzell   | Zweigeschossiger Flachsatteldachbau mit verbrettertem Obergeschoss, Lauben und südseitiger Außentreppe. Ehemaliger Lokschuppen verbretterte Holzkonstruktion, verputzter Wohnteil mit verbrettertem Giebel. Beide in Formen des alpenländischen Heimatstils, erbaut in den Jahren 1910/1911 (siehe Tannermühlstraße 2) | D-1-82-112-62 Wikidata | weitere Bilder                             |
| Kirchplatz 1 (Standort)                                              | Katholische Pfarrkirche St. Margareth       | Barocker Zentralbau mit eingezogenem halbrundem Chor und Westturm. Von Abraham Millauer in den Jahren 1733/1734 erbaut, Weihe 1786. Tuffstein-Westturm im Kern spätgotisch | D-1-82-112-1 Wikidata  | weitere Bilder                             |
| Kirchplatz 1 (Standort)                                              | Friedhofskapelle                            | Barock, erbaut im Jahr 1785 | D-1-82-112-2 Wikidata  | Friedhofskapelle                           |
| Kirchplatz, in der Friedhofsmauer (Standort)                         | Inschriftentafel                            | Halbrunde gerahmte Inschriftentafel aus Rotmarmor zur Erinnerung an Josef Vogel, Gründer des Gebirgstrachten-Erhaltungsvereins Bayrischzell, 1933 | D-1-82-112-3 Wikidata  | Inschriftentafel                           |
| Sudelfeldstraße 3 (Standort)                                         | Ehemaliges Bauernhaus, sogenannt Beim Peter | Wohnteil mit Bodenerker an der Giebelseite und verputztem Blockbau-Obergeschoss, mit Balusterlaube und Hochlaube. Zweite Hälfte 18. Jahrhundert. Fassadenbemalung zweite Hälfte 20. Jahrhundert | D-1-82-112-5 Wikidata  | weitere Bilder                             |
| Sudelfeldstraße 21 (Standort)                                        | Rosenkranzkapelle                           | Neubarocker Satteldachbau mit Dachreiter, nach Plänen von Gabriel von Seidl erbaut im Jahr 1913. Beim ehemaligen Landsitz Graf Schönborn, später Hotel Schönbrunn | D-1-82-112-6 Wikidata  | weitere Bilder                             |
| Sudelfeldstraße 26 (Standort)                                        | Ehemaliges Bauernhaus, sogenannt Oberlarch  | Wohnteil mit Blockbau-Obergeschoss von 1678, Fassadenmalerei 1777, Laube und verbretterte Giebellaube in der zweiten Hälfte des 19. Jahrhunderts erneuert. Kleiner Blockbau, wohl ehemaliger Kornkasten, 17./18. Jahrhundert, erneuert                                                                                 | D-1-82-112-7 Wikidata  | Ehemaliges Bauernhaus, sogenannt Oberlarch |
| Sudelfeldstraße 36 (Standort)                                        | Landhaus, sogenannt Haus Thier              | Satteldachbau mit verbrettertem Obergeschoss, Eckstanderker und Lauben, um 1915 | D-1-82-112-64 Wikidata | Landhaus, sogenannt Haus Thier             |
| Tannerhofstraße 30 (Standort)                                        | Ehemaliges Bauernhaus                       | Wohnteil mit Blockbau-Obergeschoss, Balusterlaube und Giebellaube, Ende 18. Jahrhundert, Überarbeitungen im Heimatstil vom Anfang des 20. Jahrhunderts | D-1-82-112-8 Wikidata  | Ehemaliges Bauernhaus                      |
| Tannermühlstraße 2 (Standort)                                        | Lokschuppen des Bahnhofs Bayrischzell       | siehe Bahnhofstraße 6 | D-1-82-112-62 Wikidata | weitere Bilder                             |

### Dorf
| Lage                         | Objekt                                      | Beschreibung | Akten-Nr.              | Bild                                        |
| ---------------------------- | ------------------------------------------- | --- | ---------------------- | ------------------------------------------- |
| Dorf (Standort)              | Lourdeskapelle                              | Neugotischer Satteldachbau mit Dachreiter. Erbaut im Jahr 1884 | D-1-82-112-10 Wikidata | weitere Bilder                              |
| Dorf 3 (Standort)            | Bauernhaus, sogenannt Beim Sixt             | Im Kern wohl des 18. Jahrhunderts. Neugestaltung als Putzbau mit Balusterlauben um 1830/1840 | D-1-82-112-12 Wikidata | Bauernhaus, sogenannt Beim Sixt             |
| Dorf 2 (Standort)            | Bauernhaus, sogenannt Beim Mair             | Blockbau-Obergeschoss des 17. Jahrhunderts, im frühen 19. Jahrhundert verputzt, Balusterlaube und Hochlaube                                                                                           | D-1-82-112-11 Wikidata | Bauernhaus, sogenannt Beim Mair             |
| Dorf 4 (Standort)            | Bauernhaus, sogenannt Beim Steffl           | Wohnteil im Kern 17./18. Jahrhundert. Ausbau mit hohem Kniestock, Balusterlaube und Hochbalkon um 1820/1830. Stadel, freistehend, verbretterter Ständerbau mit Flachsatteldach, Ende 18. Jahrhundert. | D-1-82-112-13 Wikidata | Bauernhaus, sogenannt Beim Steffl           |
| Dorf 4, im Garten (Standort) | Ehemaliges Backhaus beim Stefflhof          | Kleiner Bruchstein-Satteldachbau, wohl erste Hälfte 19. Jahrhundert, (durch Schnee zerstört). | D-1-82-112-13 Wikidata | BW                                          |
| Dorf 5 (Standort)            | Ehemaliges Bauernhaus, sogenannt Beim Bauer | Flachsatteldachbau mit Blockbau-Obergeschoss, vorgezogener, massiv ausgemauerter Ostecke, Laube und teilverschalter Giebellaube. Zweite Hälfte 17. Jahrhundert                                        | D-1-82-112-14 Wikidata | Ehemaliges Bauernhaus, sogenannt Beim Bauer |

### Geitau
| Lage                                     | Objekt                                                                  | Beschreibung | Akten-Nr.              | Bild                                                                    |
| ---------------------------------------- | ----------------------------------------------------------------------- | --- | ---------------------- | ----------------------------------------------------------------------- |
| Baumgarten (Standort)                    | Mieseben- oder Baumgarten-Kapelle                                       | Kleiner offener Satteldachbau, erbaut im 18. Jahrhundert | D-1-82-112-22 Wikidata | weitere Bilder                                                          |
| Geitau (Standort)                        | Kapelle zur Schmerzhaften Muttergottes                                  | Verschalter Holzständerbau mit geradem Chorschluss und Westturm, wohl von 1732, Versetzung und Verbretterung 1885, Turm 1920                                                                         | D-1-82-112-15          | weitere Bilder                                                          |
| Geitau 5 (Standort)                      | Stattliches Bauernhaus, sogenannt Beim Unteröstner, heute Hasenöhrl-Hof | Wohn- und Wirtschaftsteil mit Blockbau-Obergeschoss, umlaufende Balusterlaube und Giebellaube, 1778.                                                                                                 | D-1-82-112-16 Wikidata | Stattliches Bauernhaus, sogenannt Beim Unteröstner, heute Hasenöhrl-Hof |
| Geitau 7 (Standort)                      | Bauernhaus, sogenannt Beim Oberöstner                                   | Wohnteil mit Blockbau-Obergeschoss, hohem Kniestock, Balusterlaube und Hochlaube, 1778 | D-1-82-112-17 Wikidata | Bauernhaus, sogenannt Beim Oberöstner                                   |
| Geitau 10 (Standort)                     | Sogenannt Beim Nagelschmied                                             | Zweigeschossiger Flachsatteldachbau mit Blockbau-Kniestock und Giebellaube, bezeichnet mit dem Jahr 1804, im Kern 16. Jahrhundert.                                                                   | D-1-82-112-18 Wikidata | weitere Bilder                                                          |
| Geitau 12 (Standort)                     | Wohnteil eines ehemaligen Bauernhauses, sogenannter Duneihof            | Flachsatteldachbau mit Blockbau-Obergeschoss, umlaufender Laube und teilverschalter Giebellaube, 1687. 1998 aus Brandenberg (Tirol) transferiert                                                     | D-1-82-112-41 Wikidata | Wohnteil eines ehemaligen Bauernhauses, sogenannter Duneihof            |
| Geitau 35 (Standort)                     | Ehemaliges Kleinbauernhaus und Schmiede, sogenanntes Schmiedhäusl       | Blockbau-Obergeschoss am Wohn- und Wirtschaftsteil, Ostteil der Giebelfront vorgezogen. Ende 16. Jahrhundert                                                                                         | D-1-82-112-19 Wikidata | Ehemaliges Kleinbauernhaus und Schmiede, sogenanntes Schmiedhäusl       |
| Geitau 38 (Standort)                     | Bauernhaus, sogenannt Beim Hürmer                                       | Wohnteil mit verputztem Blockbau-Obergeschoss, Balusterbalkon und Giebellaube, 1795. Im 19. Jahrhundert ostseitig um eine Fensterachse erweitert                                                     | D-1-82-112-20 Wikidata | Bauernhaus, sogenannt Beim Hürmer                                       |
| Geitau 65 (Standort)                     | Bauernhaus, sogenannt Beim Kloo                                         | Stattlich, mit Wohnteil und ehemaligem Rossstall unter einem First. Blockbau-Obergeschoss 1699, gemauertes Erdgeschoss im Kern spätmittelalterlich                                                   | D-1-82-112-25 Wikidata | BW                                                                      |
| Geitau 65 (Standort)                     | Ehemalige Forstdiensthütte, sogenannte Holzerstube, jetzt Wohnhaus      | Zweigeschossiger Flachsatteldach-Blockbau mit Außentreppe und Laube, um 1880/1890 | D-1-82-112-38 Wikidata | BW                                                                      |
| Geitau 70 (Standort)                     | Wohnteil des ehemaligen Kleinbauernhauses                               | Flachsatteldachbau mit verputztem Blockbau-Obergeschoss, hohem Kniestock und Laube. Im Kern 18. Jahrhundert, Überarbeitungen 19. Jahrhundert                                                         | D-1-82-112-39 Wikidata | Wohnteil des ehemaligen Kleinbauernhauses                               |
| Geitau 90 (Standort)                     | Bauernhaus, Wohnteil                                                    | zweigeschossiger Flachsatteldachbau mit Giebellauben, Mitte 19. Jh., wohl mit älterem Kern, Wirtschaftsteil, gemauertes Erdgeschoss und hölzernes Obergeschoss, um 1910/20; Wohnteil mit Ausstattung | D-1-82-112-81          | Bauernhaus, Wohnteil                                                    |
| Unterbichl, auf dem Kreuzberg (Standort) | Kalvarienbergkapelle                                                    | Kleiner Flachsatteldachbau, bezeichnet mit dem Jahr 1889 | D-1-82-112-21 Wikidata | weitere Bilder                                                          |

### Osterhofen
| Lage                              | Objekt                                                       | Beschreibung | Akten-Nr.              | Bild                                                         |
| --------------------------------- | ------------------------------------------------------------ | --- | ---------------------- | ------------------------------------------------------------ |
| An der B 307 (Standort)           | Wegkapelle                                                   | Kleiner offener Satteldachbau mit Putzgliederung, 18./19. Jahrhundert | D-1-82-112-27 Wikidata | Wegkapelle                                                   |
| Jäger 1 (Standort)                | Ehemaliges Jäger- und Gütlerhaus (Sollacher Jägerhaus)       | Zweigeschossiger Einfirsthof mit Flachsatteldach, verputztem Blockbau-Obergeschoss und Baluster- und Giebellauben, 1815 vom Seeberghang transloziert und wiederaufgebaut. Ober- und Dachgeschoss zweite Hälfte 18. Jahrhundert | D-1-82-112-28 Wikidata | weitere Bilder                                               |
| Osterhofen (Standort)             | Kapelle St. Maria Himmelfahrt                                | Zweite Hälfte 17. Jahrhundert, Umgestaltung und Ausstattung um 1798 | D-1-82-112-26 Wikidata | weitere Bilder                                               |
| Osterhofen 4 (Standort)           | Bauernhaus, genannt Beim Schneider                           | Mit Blockbau-Obergeschoss, um Mitte des 18. Jahrhunderts. Kniestock, Dachaufbau, verbretterter Giebel und Laubenbrüstung 19. Jahrhundert                                                                                       | D-1-82-112-29 Wikidata | Bauernhaus, genannt Beim Schneider                           |
| Osterhofen 17 (Standort)          | Bauernhaus, genannt Beim Wirtl                               | mit Blockbau-Obergeschoss und Lauben, 1798 | D-1-82-112-31 Wikidata | Bauernhaus, genannt Beim Wirtl                               |
| Osterhofen 19 (Standort)          | Ehemaliger Einfirsthof                                       | Flachsatteldachbau mit Blockbau-Obergeschoss, polygonalem Stubenerker, zweiseitig umlaufender Laube und verschalter Giebellaube, 16./17. Jahrhundert                                                                           | D-1-82-112-30          | Ehemaliger Einfirsthof                                       |
| Osterhofen 19 (Standort)          | Zuhaus, sogenanntes Paradieshäusl                            | Zweigeschossiger verputzter Flachsatteldach-Blockbau 18. Jahrhundert, Wandmalereien des 19. Jahrhunderts. 1989/1990 um circa 20 Meter nach Süden versetzt                                                                      | D-1-82-112-32 Wikidata | Zuhaus, sogenanntes Paradieshäusl                            |
| Bei Haus Osterhofen 22 (Standort) | Kruzifix                                                     | Großes hölzernes Kruzifix mit Mater Dolorosa und Wettermantel, zweite Hälfte 19. Jahrhundert | D-1-82-112-35 Wikidata | Kruzifix                                                     |
| Osterhofen 56 (Standort)          | Ehemaliges Handwerkerhaus, genannt Beim Maurer in Oberberg   | Zweigeschossiger Blockbau mit Flachsatteldach, zweiseitig umlaufender Laube und teilverschalter Giebellaube, 1756, Lauben Ende 19. Jahrhundert erneuert, Malereien modern                                                      | D-1-82-112-33 Wikidata | weitere Bilder                                               |
| Osterhofen 57 (Standort)          | Ehemaliges Handwerkerhaus, genannt Beim Rotweber in Oberberg | Zweigeschossiger Blockbau mit Flachsatteldach, Laube und teilverschalter Giebellaube, 1756. Lauben und Fenster um 1900 | D-1-82-112-34 Wikidata | Ehemaliges Handwerkerhaus, genannt Beim Rotweber in Oberberg |

### Andere Ortsteile
| Lage                                                                    | Objekt                                                | Beschreibung | Akten-Nr.              | Bild               |
| ----------------------------------------------------------------------- | ----------------------------------------------------- | --- | ---------------------- | ------------------ |
| Bäckeralpe, Tiroler Straße, an der Landesgrenze Bayern/Tirol (Standort) | Gedenkstein                                           | Gedenkstein mit Inschrifttafel von 1931 zur Erinnerung an die in den Befreiungskriegen 1805 bis 1809 gefallenen Bayern und Tiroler                         | D-1-82-112-9 Wikidata  | BW                 |
| Klarer, an der nordöstlichen Hofzufahrt (Standort)                      | Bildstock                                             | Tuffpfeiler mit Laternenaufsatz. Angeblich zur Erinnerung an Gefallene der Sendlinger Bauernschlacht 1705 errichtet. Auch Pestsäule genannt                | D-1-82-112-24 Wikidata | weitere Bilder     |
| Klarermühle 2 (Standort)                                                | Ehemalige Klarermühle                                 | Erdgeschossiger steiler Satteldachbau über hohem Kellergeschoss, zweites Viertel 19. Jahrhundert                                                           | D-1-82-112-40 Wikidata | weitere Bilder     |
| Auf dem Wendelstein (Standort)                                          | Wendelsteinkapelle                                    | Gipfelkapelle, kleiner verschindelter Rundbau, von Georg Klarer, 1718 identisch mit D-1-87-120-12 (Brannenburg)                                            | D-1-82-112-36 Wikidata | weitere Bilder     |
| Hauswiese südwestlich vom Zipfelwirt, Tiroler Straße (Standort)         | Großer Stallstadel                                    | Holzblock- und -bohlenverband, 17./18. Jahrhundert | D-1-82-112-37 Wikidata | Großer Stallstadel |
| Unteres Sudelfeld 9 (Standort)                                          | Ehemaliges SS-Erholungsheim, seit 1948 Jugendherberge | Zweigeschossiger Flachsatteldachbau mit traufseitigem Anbau über wehrhaftartigen Naturstein-Substruktionen, im reduziert historisierendem Heimatstil, 1938 | D-1-82-112-68 Wikidata | weitere Bilder     |

### Almen, Forstgebäude und Flurdenkmäler
| Lage                                                                                   | Objekt                                                     | Beschreibung | Akten-Nr.              | Bild               |
| -------------------------------------------------------------------------------------- | ---------------------------------------------------------- | --- | ---------------------- | ------------------ |
| Klooaschau 2 (Standort)                                                                | Forstdiensthütte                                           | Zweigeschossiger Blockbau in Formen eines Einfirsthofes mit Flachsatteldachbau und Giebellaube, 1863 erbaut | D-1-82-112-47          | Forstdiensthütte   |
| Südwestlich unter dem Wendelstein auf 1148 Meter Höhe (Standort)                       | Untere Dicklalm                                            | Hütte und Kälberstall parallel nebeneinander. Rückwärts querlaufender Kuhstall. In Blockbauweise und gemauert, 18. Jahrhundert und um 1900 Klaubstein-Einfriedungsmauer des Almangers, überfangen durch Stangenzaun, 18./19. Jahrhundert            | D-1-82-112-50 Wikidata | BW                 |
| Nordöstlich unter dem Aiplspitz auf 1331 Meter Höhe (Standort)                         | Geitauer Aipl (untere Hütte)                               | Verputzter Bruchsteinbau mit erneuertem Schindeldach und verbrettertem Giebel. First bezeichnet mit dem Jahr „1765“ Blockbaustallteil 2007 | D-1-82-112-44 Wikidata | BW                 |
| Nordöstlich unterm Aiplspitz auf 1331 Meter Höhe (Standort)                            | Geitauer Aipl (obere Hütte)                                | Verputzter Bruchsteinbau mit erneuertem Schindeldach und verbrettertem Giebel. First bezeichnet mit dem Jahr 1724. Stallteil abgetragen | D-1-82-112-43 Wikidata | BW                 |
| Südwestende der Klooaschau an der Landesgrenze (Standort)                              | Grenzstein Nr. 129                                         | Spätmittelalterlicher steinerner Landesgrenzstein Bayern/Tirol bei der Grundalm, bezeichnet mit den Jahren „1557“ und „1844“. Mit Tiroler Adler und bayerischen Rauten                                                                              | D-1-82-112-42 Wikidata | Grenzstein Nr. 129 |
| Südwestlich unter dem Seebergkopf auf 1060 Meter Höhe (Standort)                       | Klareralm (obere Hütte)                                    | Erdgeschossiger Blockbau mit Flachsatteldach, First bezeichnet mit dem Jahr 1816, Dach erneuert | D-1-82-112-48 Wikidata | BW                 |
| Nördlich unter der Rotwand auf 1555 Meter Höhe (Standort)                              | Kleintiefentalalm (südliche Hütte, Salmerbauernalm)        | Gemauerter Bau mit erneuertem Schindeldach. First bezeichnet mit dem Jahr 1822 Einfriedungsmauern des kleinen und des großen Almangers 18./19. Jahrhundert                                                                                          | D-1-82-112-49 Wikidata | BW                 |
| Nördlich unter der Rotwand auf 1555 Meter Höhe (Standort)                              | Kleintiefentalalm (nördliche Hütte, Heissenbauernalm)      | Gemauerter Bau mit mittelsteilem Dach. First bezeichnet mit dem Jahr „1861“ Kälberstall freistehender Bruchsteinbau mit steinbeschwertem Schindeldach, wohl noch 18. Jahrhundert Einfriedungsmauern des Almangers, 18./19. Jahrhundert              | D-1-82-112-51 Wikidata | BW                 |
| Am Hiesingsattel (Standort)                                                            | Kleintiefentalalm/Großtiefentalalm                         | Grenzmauer aus Klaubsteinen, 18./19. Jahrhundert | D-1-82-112-52 Wikidata | BW                 |
| Zwischen Aiplspitz und Taubenstein im oberen Krottental auf 1437 Meter Höhe (Standort) | Krottentalalmen (nördliche Hütte, Hansenalm)               | Blockbau auf Bruchsteinsockel, First bezeichnet mit dem Jahr „1831“. Dach erneuert 1956 Einfriedung, Klaubstein-Einfriedungsmauer des Almangers, Anlage 19. Jahrhundert                                                                             | D-1-82-112-79 Wikidata | BW                 |
| Zwischen Aiplspitz und Taubenstein im oberen Krottental auf 1437 Meter Höhe (Standort) | Krottentalalmen (südliche Hütte, Lechneralm)               | Blockbau auf Bruchsteinsockel. First bezeichnet mit dem Jahr „1864“ | D-1-82-112-78 Wikidata | BW                 |
| Zwischen Aiplspitz und Taubenstein im oberen Krottental auf 1437 Meter Höhe (Standort) | Krottentalalmen (Stall der Lechneralm)                     | Kleiner erdgeschossiger Bruchsteinbau mit verbrettertem Kniestock bzw. Giebel und Flachsatteldach, 19. Jahrhundert | D-1-82-112-78 Wikidata | BW                 |
| Südlich unter der Rotwand auf 1450 Meter Höhe (Standort)                               | Kümpflalm (untere Hütte, Sunnereralm)                      | Blockbau, 17./18. Jahrhundert. Dreimal nach Lawinenverschüttung an anderem Ort wieder aufgebaut, zuletzt 1900. Legschindeldach und Verschindelung der Wände modern erneuert                                                                         | D-1-82-112-70 Wikidata | BW                 |
| Südlich unter der Rotwand auf 1540 Meter Höhe (Standort)                               | Kümpflalm (mittlere Hütte, Mairhoferalm)                   | Erdgeschossiger, teilweise verschindelter Blockbau auf niedrigem Natursteinsockel mit Flachsatteldach, 1843 | D-1-82-112-71 Wikidata | BW                 |
| Am Zeller Berg beim Wirtshaus Sudelfeld auf 1133 Meter Höhe (Standort)                 | Larcheralm                                                 | Langgestreckter Blockbau, zum Teil verbrettert, auf gemauertem Sockel. Dach nur noch zum Teil mit Schindeldeckung. Wohl erste Hälfte 19. Jahrhundert. 1942 verlängert und umgebaut                                                                  | D-1-82-112-53 Wikidata | weitere Bilder     |
| Südöstlich des Seebergkopfs am Wachtl auf 1232 Meter Höhe (Standort)                   | Neuhüttenalm                                               | Niedriger altertümlicher Blockbau auf gemauertem Sockel, mit steinbeschwertem Legschindeldach. Über dem Eingang bezeichnet mit dem Jahr „1678“, über der Zwischentür zum Stall bezeichnet mit dem Jahr „1809“, First bezeichnet mit dem Jahr „1822“ | D-1-82-112-54          | Neuhüttenalm       |
| Zwischen Seebergkopf und Gamswand auf 1035 Meter Höhe (Standort)                       | Niederhoferalm                                             | Erdgeschossiger massiver Flachsatteldachbau mit hohem Kniestock und Giebelbalkon, bezeichnet mit dem Jahr „1779“, Balkon und Fenstererweiterungen 19. Jahrhundert                                                                                   | D-1-82-112-55 Wikidata | BW                 |
| Unteres Sudelfeld 1, Legerwaldgraben, auf 978 m (Standort)                             | Peterbaueralm                                              | erdgeschossiger Blockbau, 1. Hälfte 19. Jh., um 1935 Dach angehoben | D-1-82-112-80          | BW                 |
| Südlich unter der Maroldschneid auf 1410 Meter Höhe (Standort)                         | Sandbichleralm                                             | Blockbau. First bezeichnet mit dem Jahr „1844“ | D-1-82-112-73 Wikidata | BW                 |
| Unterhalb des Soinsees am Schellenberg auf 1320 Meter Höhe (Standort)                  | Schellenbergalm                                            | Gemauerter Bau. First bezeichnet mit dem Jahr „1869“ | D-1-82-112-56 Wikidata | weitere Bilder     |
| Am Südhang des Seebergkopfs auf 1460 Meter Höhe (Standort)                             | Seebergalm                                                 | Erdgeschossiger verputzter Massivbau mit Flachsatteldach, modern bezeichnet mit dem Jahr „1760“ | D-1-82-112-57 Wikidata | Seebergalm         |
| Am Südhang des Seebergkopfs auf 1460 Meter Höhe (Standort)                             | Einfriedungsmauern                                         | Reste der klaubsteinernen Almanger-Einfriedung der Seebergalm, Anlage 18. Jahrhundert | D-1-82-112-57 Wikidata | BW                 |
| Südöstlich unter dem Sillberg auf 1030 Meter Höhe (Standort)                           | Sillbergalm (untere Hütte)                                 | Blockbau. First bezeichnet mit dem Jahr „1810“ | D-1-82-112-74 Wikidata | BW                 |
| Am Soinsee auf 1400 Meter Höhe (Standort)                                              | Soinalm, südlichste Hütte (Stefflhütte)                    | Erdgeschossiger verputzter Massivbau mit Flachsatteldach und verbrettertem Westgiebel. First bezeichnet mit dem Jahr „1850“ | D-1-82-112-77 Wikidata | BW                 |
| Am Soinsee auf 1400 Meter Höhe (Standort)                                              | Soinalm, östlichste Hütte (Moarhütte)                      | Erdgeschossiger, teilweise verschindelter und verbretterter Blockbau mit Flachsatteldach, 18./19. Jahrhundert | D-1-82-112-75 Wikidata | BW                 |
| Am Soinsee auf 1400 Meter Höhe (Standort)                                              | Soinalm, nordöstliche Hütte (Sixnhütte)                    | Erdgeschossiger Blockbau über Bruchsteinsockel mit legschindelgedecktem Flachsatteldach, 17./18. Jahrhundert | D-1-82-112-76 Wikidata | BW                 |
| Südwestlich unter dem Wendelstein auf 1236 Meter Höhe (Standort)                       | Wendelsteiner Spitzingalm (Stefflhütte)                    | Blockbau, Längsseiten verbrettert. First bezeichnet mit dem Jahr „1827“ | D-1-82-112-59 Wikidata | BW                 |
| Südwestlich unter dem Wendelstein auf 1236 Meter Höhe (Standort)                       | Wendelsteiner Spitzingalm (Sixnhütte)                      | Ursprünglich wohl Vollblockbau, 18. Jahrhundert. Später bis zur Fensterhöhe massiv untermauert | D-1-82-112-60 Wikidata | BW                 |
| Südwestlich unter dem Wendelstein auf 1236 Meter Höhe (Standort)                       | Wendelsteiner Spitzingalm (Bauernhütte oder Christerhütte) | Blockbau auf gemauertem Sockel, mit mittelsteilem Schindeldach. Zweite Hälfte 19. Jahrhundert | D-1-82-112-61 Wikidata | BW                 |
| Oberes Sudelfeld 1, am Sudelfeld auf 1410 m Höhe (Standort)                            | Walleralm                                                  | Blockbau, First bezeichnet mit dem Jahr „1783“ | D-1-82-112-58 Wikidata | Walleralm          |
| Südwestlich unter der Rotwand auf 1620 Meter Höhe (Standort)                           | Wildfeldalm                                                | Altertümlicher Blockbau mit steinbeschwertem Legschindeldach, wohl noch 18. Jahrhundert | D-1-82-112-72 Wikidata | BW                 |

## Ehemalige Baudenkmäler
In diesem Abschnitt sind Objekte aufgeführt, die früher einmal in der Denkmalliste eingetragen waren, jetzt aber nicht mehr. Objekte, die in anderem Zusammenhang – also z. B. als Teil eines Baudenkmals – weiter eingetragen sind, sollen hier nicht aufgeführt werden. Aktennummern in diesem Abschnitt sind ehemalige, jetzt nicht mehr gültige Aktennummern.

| Lage                                                              | Objekt                               | Beschreibung | Akten-Nr.              | Bild           |
| ----------------------------------------------------------------- | ------------------------------------ | --- | ---------------------- | -------------- |
| Klarer 1 (Standort)                                               | Klarer                               | Bauernhaus mit Stüberlausbau an der Südseite, Ende 17. Jahrhundert. Verputztes Blockbau-Obergeschoss, Balusterlaube und Dachaufbau mit Giebellaube erste Hälfte 19. Jahrhundert Brechlbad, Blockbau, Doppelanlage, First bezeichnet mit dem Jahr „1725“ (verschwunden) | D-1-82-112-23 Wikidata | weitere Bilder |
| Westhang des Großen Traithen auf 1162 Meter Höhe (Standort)       | Vordere Benebrandalm                 | Blockbau mit weitem Vordach, 1796 erbaut. |                        | BW             |
| Östlich vom Kleinmiesing auf 1302 Meter Höhe (Standort)           | Geitauer Anglalm (Angelalm)          | Blockbau mit Schindeldach, wohl noch 18. Jahrhundert. |                        | BW             |
| Südöstlich unter dem Hochmiesing auf 1180 Meter Höhe ()           | Steilenbergalm (untere Mühlauer Alm) | Gemauerter Bau, Giebel mit verbretterter Laube, wohl Mitte 19. Jahrhundert |                        |                |
| Südöstlich unter der Maroldschneid auf 1324 Meter Höhe (Standort) | Inschrifttafel an der Wirtsalm       | Um 1830 |                        | BW             |